# Lagerstroemia indica
Lagerstroemia indica är en fackelblomsväxtart som beskrevs av Carl von Linné.
Lagerstroemia indica ingår i släktet Lagerstroemia och familjen fackelblomsväxter. Inga underarter finns listade i Catalogue of Life.

## Bildgalleri

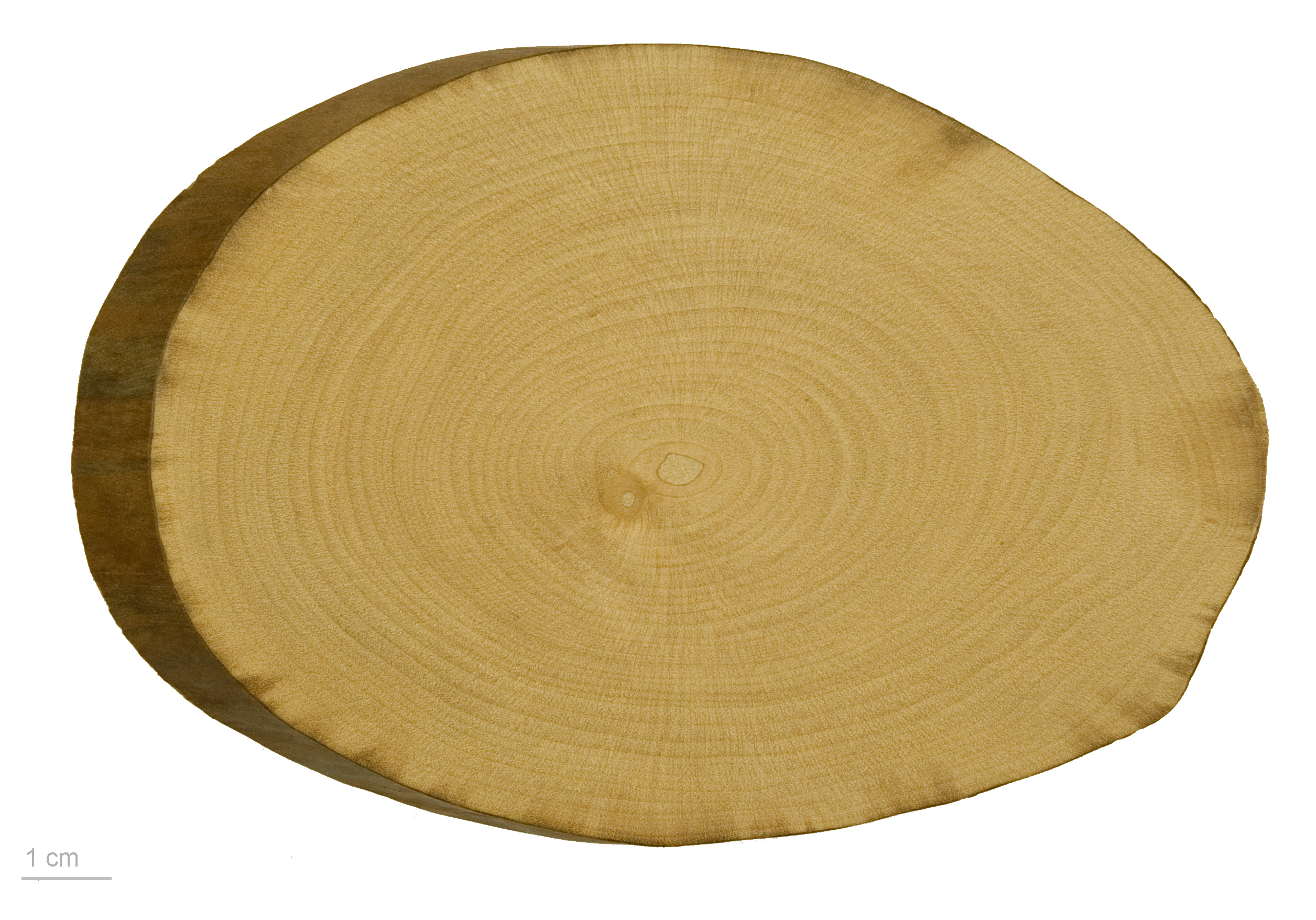
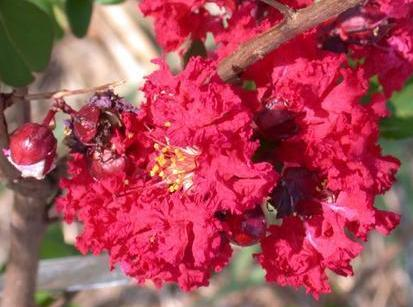